# Pavel Gatskiy
Pavel Gatskiy, né le 1er janvier 1991 à Pavlodar, est un coureur cycliste kazakh.

## Palmarès sur route

### Par année
- 2012
  - 2e du Trophée des champions
- 2013
  - 2e du Trophée des Châteaux aux Milandes

### Classements mondiaux
| Année           | 2014 | 2015 |
| --------------- | ---- | ---- |
| UCI Asia Tour   | 156e | 203e |
| UCI Europe Tour | 941e | 644e |

## Palmarès sur piste

### Championnats d'Asie
- Kuala Lumpur 2012
  -  Médaillé d'argent de l'américaine
- Astana 2014
  -  Médaillé d'argent de l'américaine